# Frank Stanfield
Frank Stanfield, né le 24 avril 1872 et mort le 25 septembre 1931, est un entrepreneur et homme politique canadien.
Il est le 15e lieutenant-gouverneur de la province de Nouvelle-Écosse de 1930 à 1931.

## Biographie
Frank Stanfield naît le 24 avril 1872 à Truro au Canada.
Il travaille à partir de 14 ans dans l'usine familiale en étant assigné à de nombreux postes.
Il se marie avec Sarah Emma Thomas le 4 juin 1901, ils ont ensemble cinq enfants.
En raison de son diabète, Frank Stanfield est pris d'une crise cardiaque dans son sommeil et en meurt dans la nuit du 24 au 25 septembre 1931. Des obsèques nationales sont organisées pour lui rendre hommage.